# Signalkontroll
Signalkontroll är den verksamhet som bedrivs för att övervaka och se till att telekommunikation sker på ett korrekt och lagligt sätt. Signalkontroll kan ske med hjälp av fasta avlyssningsstationer eller av fordonsmonterade enheter.

## Civil tillämpning
Post- och telestyrelsen bedriver signalkontroll för att se till så att inte radiosändare av misstag eller med uppsåt stör annan radio- eller teletrafik. Detta sker delvis med hjälp av radiopejling, men främst med hjälp av avlyssning av etern.

## Militär tillämpning
Militära förband använder sig i freds- och krigstid av signalkontroll för att se till så att andra verksamheter inte störs och för att se till att radio- och teletrafiken sker enligt gällande reglementen. Dessutom används signalkontroll för att förhindra att obehöriga får tillgång till hemlig information i syfte att bedriva underrättelse- eller sabotageverksamhet. Signalkontroll kan också användas för att se till att information inte läcker ut genom röjande signaler, RÖS. Resultatet av signalkontrollverksamheten utvärderas och används sedan till att förbättra rutiner och förebygga framtida skador.